# Luise Holzapfel
Luise Holzapfel (* 14. März 1900 in Höxter; † 21. September 1963 in Berlin) war eine deutsche Chemikerin und spätere Abteilungsleiterin des Kaiser-Wilhelm-/Max-Planck-Instituts für Silikatforschung.

## Leben
Nach ihrem Reifezeugnis am Privatlyzeum Kirstein in Berlin-Charlottenburg und einem fast 2-jährigen Aufenthalt im Viktoria-Pensionat in Karlsruhe legte Holzapfel 1929 nach einem Jahr Abendgymnasium in Berlin das Abitur ab. 1929/1930 begann sie ein Studium der Chemie, Physik, Technologie und Volkswirtschaft an der Universität Berlin, das sie 1936 mit der Promotion „Über die photochemische Verbrennung von Kohlenoxyd“ abschloss. 
Von 1936 bis 1939 forschte sie mit Hilfe verschiedener Stipendien am Physikalisch-Chemischen Institut der Universität Berlin und wurde 1943 an der Mathematisch-Naturwissenschaftlichen Fakultät der Universität Berlin in Chemie mit einer Arbeit über die „Organische Kieselsäureverbindung“ habilitiert. Im folgenden Jahr wurde sie zur Dozentin für Chemie ernannt. Ab 1950 arbeitete sie als Privatdozentin an der TU Berlin. 
Seit 1939 war Holzapfel wissenschaftliche Mitarbeiterin am Kaiser-Wilhelm-Institut für Silikatforschung in Berlin. Von 1942 bis 1944 leitete sie das Projekt „Kieselsäure“, und im Juni 1945 wurde sie zur Abteilungsleiterin ernannt. Später war sie im damaligen „Max-Planck-Institut für Silikatforschung“ tätig. Schwerpunkte ihrer Arbeit waren die Photochemie, die Röntgenkinetik, die Kryolyse, die Siliziumchemie spezieller organischer Kieselsäureverbindungen sowie die Silikose.
Nachdem ihre Abteilung 1962 aus wirtschaftlichen Gründen geschlossen worden war, wurde sie in den vorzeitigen Ruhestand versetzt. 
Nach schwerer Krankheit ist Luise Holzapfel am 21. September 1963 im Alter von 63 Jahren in Berlin verstorben. Die Beisetzung erfolgte auf dem Evangelischen Kirchhof Nikolassee. Das Grab ist nicht erhalten.